# Nata (Tanzania)
Nata è una circoscrizione rurale (rural ward) della Tanzania situata nel distretto rurale di Nzega, regione di Tabora. Conta una popolazione di 14 428 abitanti (censimento 2012).